# Shigeyasu Suzuki
Pour les articles homonymes, voir Suzuki (homonymie).
Shigeyasu Suzuki (鈴木 重康, Suzuki Shigeyasu) (1er septembre 1886 - 11 juin 1957) est un général de l'armée impériale japonaise. Son frère, Minoru Suzuki, est major-général dans le corps médical de l'armée impériale japonaise.

## Biographie
Originaire de la préfecture d'Ishikawa, Suzuki sort diplômé de la 17e promotion de l'académie de l'armée impériale japonaise en 1905 et est affecté au 35e régiment d'infanterie. Après être sortie de la 24e promotion de l'école militaire impériale du Japon en 1912; il sert comme résident officier en Russie de 1916 à 1918, et est ainsi témoin des événements de la révolution russe et du renversement des Romanov. De retour au Japon, il devient chef d'État-major de la 12e division.
Il est affecté à l'État-major de l'armée impériale japonaise en 1924. En 1927, il est transféré au 34e régiment de la 3e division. Il est ensuite posté en Pologne comme attaché militaire en 1928, puis en Lettonie en 1929. De retour à l'État-major en 1930, il est chef d'État-major de 2e section (manœuvres) du 1er bureau jusqu'en 1931. 
Il est commandant dans le 1er régiment de la garde impériale de 1931 à 1932. Après sa promotion comme major-général, il enseigne à l'école militaire impériale de 1932 à 1934. De 1934 à 1935, il est le chef du 4e bureau de l'État-major, puis du 1er bureau de 1935 à 1936.
Au moment du déclenchement de la seconde guerre sino-japonaise, Suzuki est promu lieutenant-général et reçoit le commandement de la 11e brigade mixte indépendante (en). En août 1937, il participe à la bataille de Pékin-Tianjin, à l'opération Chahaer (en), et à la bataille de Taiyuan. Rappelé au Japon fin 1937, Suzuki devient commandant de l'école d'armes chimiques jusqu'à ce qu'il se retire en 1938.
Après sa retraite du service militaire, Suzuki travaille dans le développement de l'industrie automobile japonaise jusqu'à sa mort en 1957.